# Passo do Verde
Passo do Verde (Pronunciación portuguesa: [p'asu du v'erdi], "paso del verde") es un barrio del distrito de Passo do Verde, en el municipio de Santa Maria, en el estado brasileño de Río Grande del Sur. Está situado en el sur de Santa Maria.

## Villas
El barrio contiene las siguientes villas: Passo do Verde, Passo Velho do Arenal, Arenal, Colônia Pena, Mato Alto, Vila Passo do Verde.

## Galería de fotos
| Noroeste: Santa Flora | Norte: Pains               | Nordeste: Arroio do Só         |
| Oeste: Santa Flora    |                            | Este: Arroio do Só Formigueiro |
| Suroeste: Santa Flora | Sur: Santa Flora/ São Sepé | Sureste: Formigueiro           |